# Peder Ascanius
Peder Ascanius (Aure, 24 maggio 1723 – Copenaghen, 4 giugno 1803) è stato uno zoologo e geologo norvegese.
Studente di Carlo Linneo, insegnò zoologia e mineralogia a Copenaghen tra il 1759 e il 1771. In seguito lavorò come supervisore presso le miniere di Kongsberg e poi in quelle norvegese. Tra le sue opere, i cinque volumi illustrati dal titolo Icones rerum naturalium: scritto dopo un viaggio (1768-70) lungo le coste della norvegia, Ascanius vi descrisse la fauna marina locale classificandola. Nel 1755 venne eletto membro straniero della Royal Society.